# Tchijik-Pyjik
 (mars 2025).
Tchijik-Pyjik (russe : Чи́жик-Пы́жик ) est une chanson folklorique russe adaptée en comptine, ainsi que le nom de son personnage. Une statue à son effigie se trouve à Saint-Pétersbourg.

## Texte
| Original                                                                                       | Translitération                                                                                         | Traduction |
| ---------------------------------------------------------------------------------------------- | --- | --- |
| Чижик-пыжик, где ты был? На Фонтанке водку пил. Выпил рюмку, выпил две – Закружилось в голове. | Tchijik-Pyjik, gdje ty byl? Na fontankje vodkou pil. Vypil rjumku, vypil dvje – Zakroujilosj v'galovje. | – Tchijik-Pyjik, où étais-tu ? – Sur Fontanka, de la vodka j'ai bu ! J'ai bu un verre, j'en ai bu deux. Ma tête a commencé à tourner ! |

## Origine
L'origine de la chanson n'est pas certaine. Selon une légende urbaine, la comptine ferait référence aux étudiants de l'École impériale de jurisprudence, habitués à fréquenter un bar sur le quai Fontanka à Saint-Pétersbourg ; école fondée par le duc Pierre d'Oldenbourg dans la maison voisine au numéro 6. Les étudiants portant des uniformes de couleurs jaune et verte, rappelant ainsi celle du passereau appelé tarin des aulnes (russe : чиж, tchij ; hypocoristique : чижик, tchijik) et des chapeaux en fourrure de faon de renne (russe : пыжик, pyjik), ils étaient surnommés « tchijiks-pyjiks ».

## Mélodie
La lecture audio n'est pas prise en charge dans votre navigateur. Vous pouvez télécharger le fichier audio.
D'après Rappaport 2012.
Sa mélodie extrêmement simple est adaptée à l'apprentissage du piano pour les petits enfants (avec un texte de comptine plus adapté).
Plusieurs compositeurs classiques russes, dont Dmitri Chostakovitch, Sergueï Prokofiev, Isaac Dounaïevski et Nikolaï Rimski-Korsakov, se sont inspirés de Tchijik-Pyjik.

## Statue

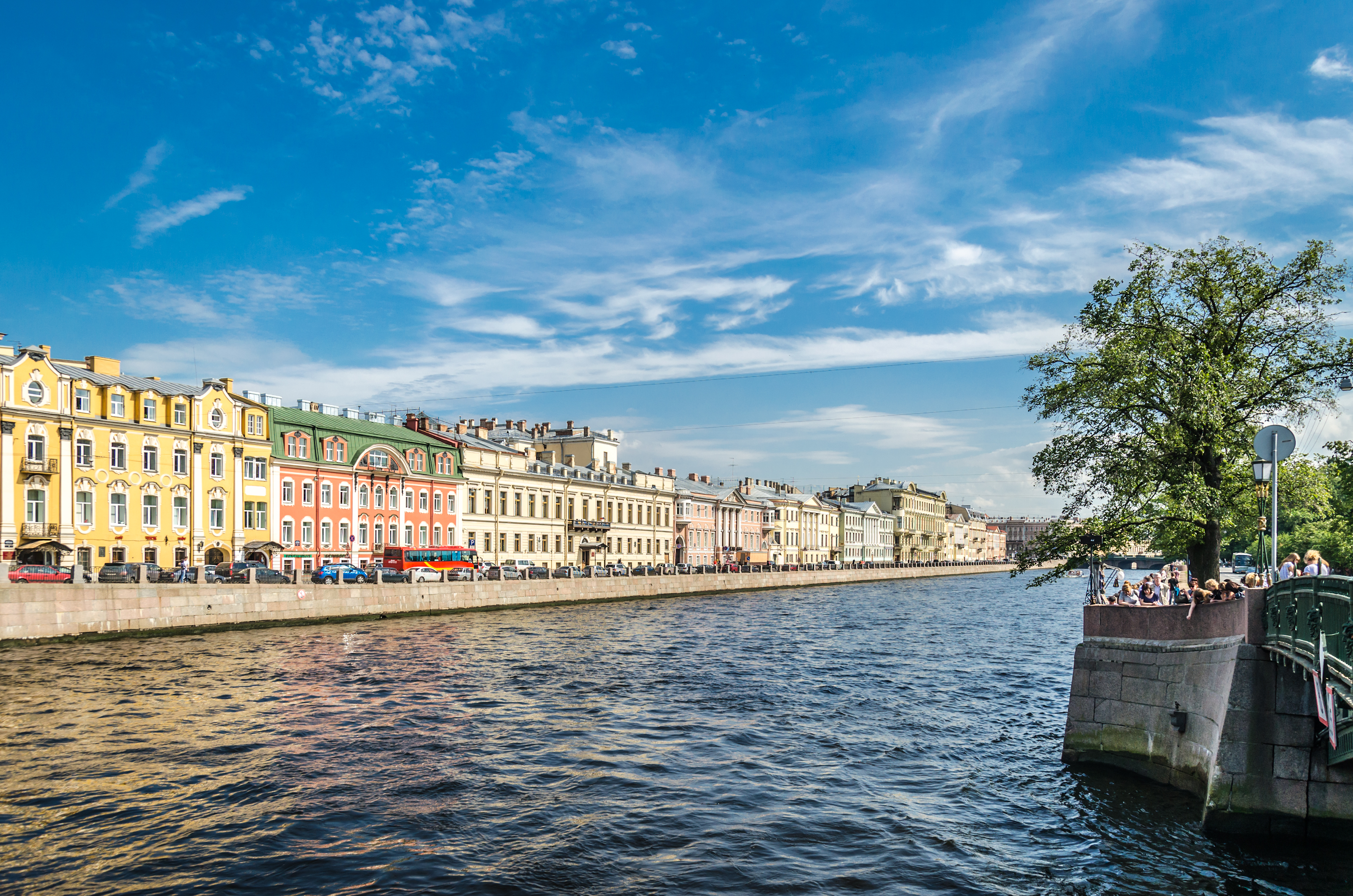
Statue de Tchijik-Pyjik au bord du canal Fontanka.

Dans les années 1990, à Saint-Pétersbourg, se déroule un festival annuel de satire et d'humour : Ostap d'or (d'après le célèbre personnage de fiction Ostap Bender). Le festival attire de grands auteurs et comédiens russes et marque la ville de sa présence, notamment par l'installation d'œuvres d'art public. Parmi celles-ci, au fil des ans, on compte la statue d'Ostap Bender à côté de la place des Arts ou la plaque commémorative du Nez de l'histoire éponyme de Nicolas Gogol.
En 1994, une petite statue de tarin des aulnes est proposée sur le quai du canal Fontanka, sur la suggestion d'un écrivain pétersbourgeois devenu célèbre dans les années 1960, Andreï Bitov. La démarche est soutenue par les autorités municipales et une statue de Tchijik-Pyjik est installée juste en face de l'ancienne École impériale de jurisprudence, dans le centre-ville. La statue est perchée sur un rebord fixé au quai, à proximité du premier pont des Ingénieurs.
La statue en bronze a été conçue par l'artiste et réalisateur géorgien Revaz Gabriadze, et c'est l'une des plus petites statues de Saint-Pétersbourg. Sa hauteur est de 11 centimètres et son poids est de près de 5 kilogrammes [pas clair]. La statue a été volée à plusieurs reprises ; le musée local en possèderait plusieurs copies pour la remplacer au besoin.